# 茨卡爾圖博

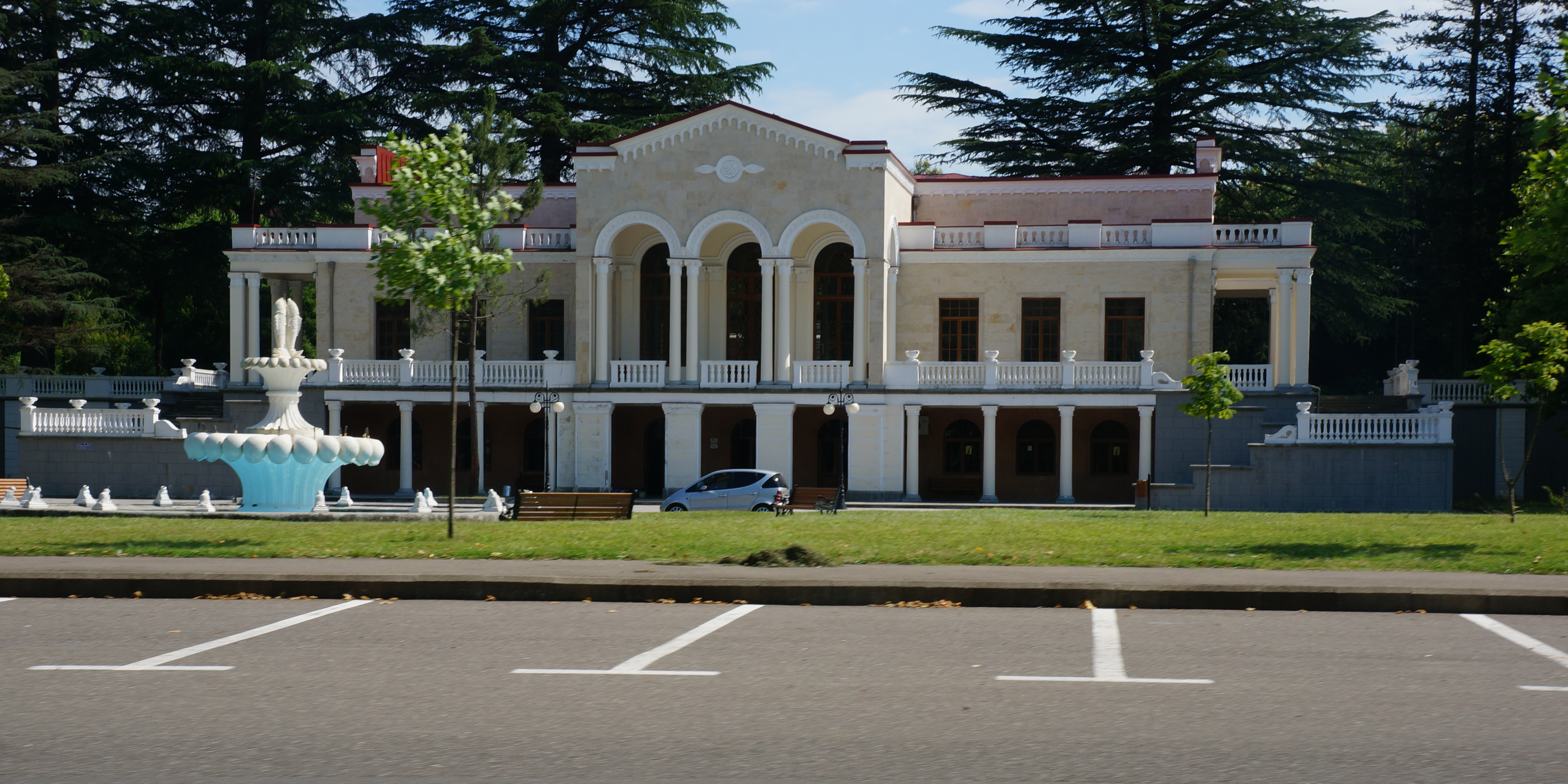
茨卡爾圖博的火車站

茨卡爾圖博（羅馬化：Tsqaltubo 或 Tskaltubo）是格魯吉亞中西部伊梅雷蒂大区茨卡爾圖博市鎮的城镇及其行政中心。距離首都第比利斯242公里，海拔高度137米，該鎮的放射性泉水有對抗風濕和其他關節疾病的療效，2014年人口11,281。